# Marianne Chappuis
Marianne Chappuis (* 9. Februar 1939 in Bern) ist eine Schweizer Schauspielerin.

## Leben
Bereits im Alter von 15 Jahren beschloss die gebürtige Bernerin, Schauspielerin zu werden. Nach dem Abitur arbeitete sie ein Jahr lang als Bibliothekarin, ging dann aber nach Wien und besuchte dort das Max Reinhardt Seminar. Es folgten zu Beginn der 1960er Jahre Engagements ans Burgtheater und das Theater in der Josefstadt. Letztgenannter Spielstätte sollte Marianne Chappuis ihr Leben lang treu bleiben. Dort sah man sie in so unterschiedlichen Stücken wie Ferdinand Raimunds Der Alpenkönig und der Menschenfeind, den Arnold-und-Bach-Schwank Hurra, ein Junge, Eugène Labiches Der Hausfreund und Johann Nestroys Der böse Geist Lumpazivagabundus, wo sie den Fludribus verkörperte.
Seit 1964 steht die 1,72 Meter große, schmale und brünette Künstlerin auch vor der Kamera. Nach einer Nebenrolle als Studentin in dem Axel-von-Ambesser-Kinolustspiel Das hab ich von Papa gelernt sah man Marianne Chappuis 1965 auch in einer Lumpazivagabundus-Filmversion, in der sie die Laura Palpit verkörperte. Die Schweizerin blieb in unregelmäßigen Abständen der Film- und Fernseharbeit verbunden, gilt aber in erster Linie als Bühnenkünstlerin. Sporadisch kehrte sie in die alte Heimat zurück und trat dort gastweise auf wie etwa am Berner Ateliertheater.

## Filmografie
- 1964: Boeing-Boeing
- 1964: Das hab ich von Papa gelernt
- 1965: Lumpazivagabundus
- 1966: Schöne Geschichten mit Papa und Mama
- 1966: Die venezianischen Zwillinge
- 1970: Frühstück im Büro
- 1970: Messerköpfe
- 1970: Der Kurier der Kaiserin
- 1971: Hamburg Transit – Basler Täubchen
- 1971: Evol
- 1971: Letzte Grüße, lieber Charlie
- 1973: Die beiden Nachtwandler oder Das Notwendige und das Überflüssige
- 1974: Hallo – Hotel Sacher … Portier!
- 1978: Pension Schöller
- 1978: Das Love-Hotel in Tirol
- 1988: Der Leihopa